# Giuseppe Scurto
Giuseppe Scurto (Alcamo, 5 gennaio 1984) è un allenatore di calcio ed ex calciatore italiano, di ruolo difensore.

## Caratteristiche tecniche

### Giocatore
Alto e slanciato, grande personalità e buona tecnica nel far ripartire l'azione, è stato un difensore centrale completo.

## Carriera

### Giocatore

#### Club
Cresciuto nelle giovanili della Sampdoria, nel 2002 passa alla Roma, giocando nella formazione Primavera che si aggiudicherà il campionato nazionale sotto la guida di Alberto De Rossi. Viene aggregato alla prima squadra di Fabio Capello sin dalla stagione 2001-2002, in cui gli viene assegnata la casacca numero 29, prendendo parte solo alle amichevoli pre-campionato.
L'esordio ufficiale avviene nella stagione 2004-2005, in cui la squadra ha avuto quattro allenatori: sotto la guida di Luigi Delneri esordisce prima in Champions League a Leverkusen e successivamente in Serie A, il 7 novembre 2004 in Milan-Roma (1-1). Nella sua prima stagione da professionista con la maglia giallorossa ha collezionato 16 presenze complessive.
Nella stagione 2005-2006 è passato in compartecipazione al ChievoVerona dove ha giocato con più continuità – 19 presenze e un gol contro la Sampdoria – ottenendo il quarto posto a seguito di Calciopoli; ciò gli consente di giocare i preliminari di Champions League contro il Levski Sofia. Rinnovata la compartecipazione, resta a Verona anche la stagione 2006-2007.
Dopo aver passato due stagioni a Verona il giocatore è passato al Treviso dove ha giocato la stagione 2007-2008 in Serie B, collezionando 34 presenze. Al termine della stagione la compartecipazione tra Treviso e ChievoVerona è stata risolta a favore della prima.
Dopo essersi svincolato dal Treviso, nel luglio 2009 si trasferisce alla Triestina. Durante il campionato 2009-2010 è uno dei primi a essere squalificato dalla nuova regola contro le bestemmie in campo, immediatamente revocata grazie alla consulenza tecnica prestata da una persona sordo-muta. Il 12 giugno 2011 ha annunciato di aver rescisso il contratto con il club alabardato.
Il 26 marzo 2012 si aggrega in prova al Livorno. A luglio 2012 passa alla Juve Stabia.

#### Nazionale
È nel giro della Nazionale fin dall'Under-15, e ha all'attivo 32 convocazioni e 20 presenze con le varie Nazionali di categoria giovanile.
Ha conquistato l'oro nell'Europeo di categoria con l'Under-19 nel 2003 in Liechtenstein.
Con l'Under-21 di Claudio Gentile ha disputato l'Europeo del 2006, uscendo al primo turno.

### Allenatore
Debutta come allenatore alla Juve Stabia, la quale, visto il suo ritiro anticipato dall'attività agonostica per problemi fisici, gli affida nel 2013 la guida degli Allievi Nazionali.
Il 2 luglio 2013 diventa l'allenatore degli Allievi Nazionali del Palermo, venendo confermato anche per la stagione seguente.
Da agosto 2017 è il tecnico della Primavera del Palermo. A causa della riforma del Campionato Primavera, la squadra si trova costretta a disputare la prima edizione del Campionato Primavera 2. I ragazzi di Scurto vincono il proprio girone e, il 16 maggio 2018, la prima edizione della Supercoppa Primavera 2 sconfiggendo a Coverciano il Novara per 1-0.
Dopo aver allenato le squadre Primavera di Trapani e SPAL, il 22 luglio 2021 torna ufficialmente alla Roma, passando alla guida della squadra Under-18 capitolina.
Il 1º luglio 2022 viene assunto come allenatore della Primavera del Torino. Nel 2022-2023 guida i granata al secondo posto nel Campionato Primavera 1, mentre l'anno dopo si piazza ottavo e raggiunge la finale di Coppa Italia Primavera, persa ai rigori contro la Fiorentina. Nel settembre del 2023 iniziava intanto il corso UEFA Pro a Coverciano, il massimo livello di formazione per un tecnico.
Il 27 giugno 2024 viene ingaggiato come nuovo tecnico della Primavera del Lecce, con cui firma un contratto biennale a decorrere dal 1º luglio seguente. Viene sollevato dall'incarico in data 10.06.2025 dopo aver terminato la stagione al 13° posto in classifica.

## Statistiche

### Presenze e reti nei club
| Stagione         | Squadra          | Campionato | Campionato | Campionato | Coppe nazionali | Coppe nazionali | Coppe nazionali | Coppe europee | Coppe europee | Coppe europee | Altre coppe | Altre coppe | Altre coppe | Totale | Totale |
| Stagione         | Squadra          | Comp       | Pres       | Reti       | Comp            | Pres            | Reti            | Comp          | Pres          | Reti          | Comp        | Pres        | Reti        | Pres   | Reti   |
| ---------------- | ---------------- | ---------- | ---------- | ---------- | --------------- | --------------- | --------------- | ------------- | ------------- | ------------- | ----------- | ----------- | ----------- | ------ | ------ |
| 2002-2003        | Roma             | A          | -          | -          | CI              | -               | -               | UCL           | -             | -             |             | -           | -           | -      | -      |
| 2003-2004        | Roma             | A          | -          | -          | CI              | -               | -               | UCL           | -             | -             |             | -           | -           | -      | -      |
| 2004-2005        | Roma             | A          | 9          | 0          | CI              | 5               | 0               | UCL           | 2             | 0             | -           | -           | -           | 16     | 0      |
| Totale Roma      | Totale Roma      |            | 9          | 0          |                 | 5               | 0               |               | 2             | 0             |             | -           | -           | 16     | 0      |
| 2005-2006        | Chievo Verona    | A          | 19         | 1          | CI              | 1               | 0               |               | -             | -             |             | -           | -           | 20     | 1      |
| 2006-2007        | Chievo Verona    | A          | 5          | 0          | CI              | 1               | 0               | UCL+UEL       | 2+1           | 0             |             | -           | -           | 9      | 0      |
| Totale Chievo    | Totale Chievo    |            | 24         | 1          |                 | 2               | 0               |               | 3             | 0             |             | -           | -           | 29     | 1      |
| 2007-2008        | Treviso          | B          | 34         | 1          | CI              | 2               | 0               |               | -             | -             |             | -           | -           | 36     | 1      |
| 2008-2009        | Treviso          | B          | 34         | 1          | CI              | 1               | 0               |               | -             | -             |             | -           | -           | 35     | 1      |
| Totale Treviso   | Totale Treviso   |            | 68         | 2          |                 | 3               | 0               |               |               |               |             |             |             | 71     | 2      |
| 2009-2010        | Triestina        | B          | 33         | 1          | CI              | 2               | 0               |               | -             | -             |             | -           | -           | 35     | 1      |
| 2010-2011        | Triestina        | B          | 10         | 0          | CI              | 1               | 0               |               | -             | -             |             | -           | -           | 11     | 0      |
| Totale Triestina | Totale Triestina |            | 43         | 1          |                 | 3               | 0               |               |               |               |             |             |             | 46     | 1      |
| 2012-2013        | Juve Stabia      | B          | 0          | 0          | CI              | 0               | 0               |               | -             | -             |             | -           | -           | 0      | 0      |
| Totale carriera  | Totale carriera  |            | 144        | 4          |                 | 13              | 0               |               | 5             | 0             |             |             |             | 162    | 4      |

## Palmarès

### Giocatore

#### Competizioni giovanili
- Campionato Primavera: 1

Roma: 2004-2005

### Nazionale
- Campionato d'Europa Under-19: 1

Liechtenstein 2003

### Allenatore

#### Club

##### Competizioni giovanili
- Campionato Primavera 2: 1

Palermo: 2017-2018 (girone B)
- Supercoppa Primavera 2: 1

Palermo: 2018